# Czechoslovakian International 1992
Die Czechoslovakian International 1992 im Badminton fanden vom 2. bis zum 4. Oktober 1992 in Prag statt.

## Austragungsort
- Sporthalle TJ Spoje Praha

## Sieger und Platzierte
| Disziplin    | Gold                        | Silber                           | Bronze                                    |
| ------------ | --------------------------- | -------------------------------- | ----------------------------------------- |
| Herreneinzel | Tomasz Mendrek              | Lasse Lindelöf                   | Kai Abraham                               |
| Herreneinzel | Tomasz Mendrek              | Lasse Lindelöf                   | Anthony Bush                              |
| Dameneinzel  | Irina Serova                | Alison Humby                     | Maiken Mørk                               |
| Dameneinzel  | Irina Serova                | Alison Humby                     | Sarah Hore                                |
| Herrendoppel | Anthony Bush Steffan Pandya | Harald Koch Jürgen Koch          | Christian Nyffenegger Jorge Rodríguez     |
| Herrendoppel | Anthony Bush Steffan Pandya | Harald Koch Jürgen Koch          | Christophe Jeanjean Jean-Frédéric Massias |
| Damendoppel  | Tanya Groves Joanne Davies  | Sarah Hore Alison Humby          | Helle Andersen Maiken Mørk                |
| Damendoppel  | Tanya Groves Joanne Davies  | Sarah Hore Alison Humby          | Renni Assenova Neli Boteva                |
| Mixed        | Heinz Fischer Irina Serova  | Andrei Antropow Olga Chernyshova | Richard Harmsworth Joanne Davies          |
| Mixed        | Heinz Fischer Irina Serova  | Andrei Antropow Olga Chernyshova | Laurent Jaquenoud Yvonne Naef             |

## Referenzen
- http://www.tournamentsoftware.com/sport/tournament.aspx?id=5E5625A1-049B-4B85-A8C5-D43D1B9BB0C2
- Czechoslovakian International. (PDF) In: worldbadminton.com. Dezember 1992, S. 20, abgerufen am 17. Juni 2024.

Koordinaten: 50° 5′ 42,6″ N, 14° 29′ 18,4″ O